# Middle East Rally Championship
FIA Middle East Rally Championship, förkortas MERC, är ett rallymästerskap som körs i Mellanöstern. Mästerskapet startades år 1984 och drivs av Fédération Internationale de l'Automobile.

## Säsonger
| År   | Förare               | Bil                                                  |
| ---- | -------------------- | ---------------------------------------------------- |
| 2022 | Nasser Al-Attiyah    | Volkswagen Polo GTI R5                               |
| 2011 | Nasser Al-Attiyah    | Ford Fiesta S2000                                    |
| 2010 | Misfer Al-Marri      | Subaru Impreza WRX STI                               |
| 2009 | Nasser Al-Attiyah    | Subaru Impreza WRX STI Mitsubishi Lancer Evolution X |
| 2008 | Nasser Al-Attiyah    | Subaru Impreza WRX STI                               |
| 2007 | Nasser Al-Attiyah    | Subaru Impreza WRX STI                               |
| 2006 | Nasser Al-Attiyah    | Subaru Impreza WRX STI                               |
| 2005 | Nasser Al-Attiyah    | Subaru Impreza WRX STI                               |
| 2004 | Khalid Al Qassimi    | Subaru Impreza WRX STI                               |
| 2003 | Nasser Al-Attiyah    | Subaru Impreza WRC                                   |
| 2002 | Mohammed Bin Sulayem | Ford Focus WRC                                       |
| 2001 | Mohammed Bin Sulayem | Ford Focus WRC                                       |
| 2000 | Mohammed Bin Sulayem | Ford Focus WRC                                       |
| 1999 | Mohammed Bin Sulayem | Ford Focus WRC                                       |
| 1998 | Mohammed Bin Sulayem | Ford Focus WRC                                       |
| 1997 | Mohammed Bin Sulayem | Ford Escort RS Cosworth                              |
| 1996 | Mohammed Bin Sulayem | Ford Escort RS Cosworth                              |
| 1995 | Abdullah Bakhashab   | Ford Escort RS Cosworth                              |
| 1994 | Mohammed Bin Sulayem | Ford Escort RS Cosworth                              |
| 1993 | Hamed Al-Thani       | Toyota Celica GT-Four                                |
| 1992 | Mamdouh Khayat       | Lancia Delta HF Integrale                            |
| 1991 | Mohammed Bin Sulayem | Toyota Celica GT-Four                                |
| 1990 | Mohammed Bin Sulayem | Toyota Celica GT-Four                                |
| 1989 | Mohammed Bin Sulayem | Toyota Celica GT-Four                                |
| 1988 | Mohammed Bin Sulayem | Toyota Celica CTC                                    |
| 1987 | Mohammed Bin Sulayem | Toyota Celica CTC                                    |
| 1986 | Mohammed Bin Sulayem | Toyota Celica CTC                                    |
| 1985 | Saeed Al-Hajri       | Porsche 911 SC RS                                    |
| 1984 | Saeed Al-Hajri       | Porsche 911 SC RS                                    |